# ریموند گریفیث

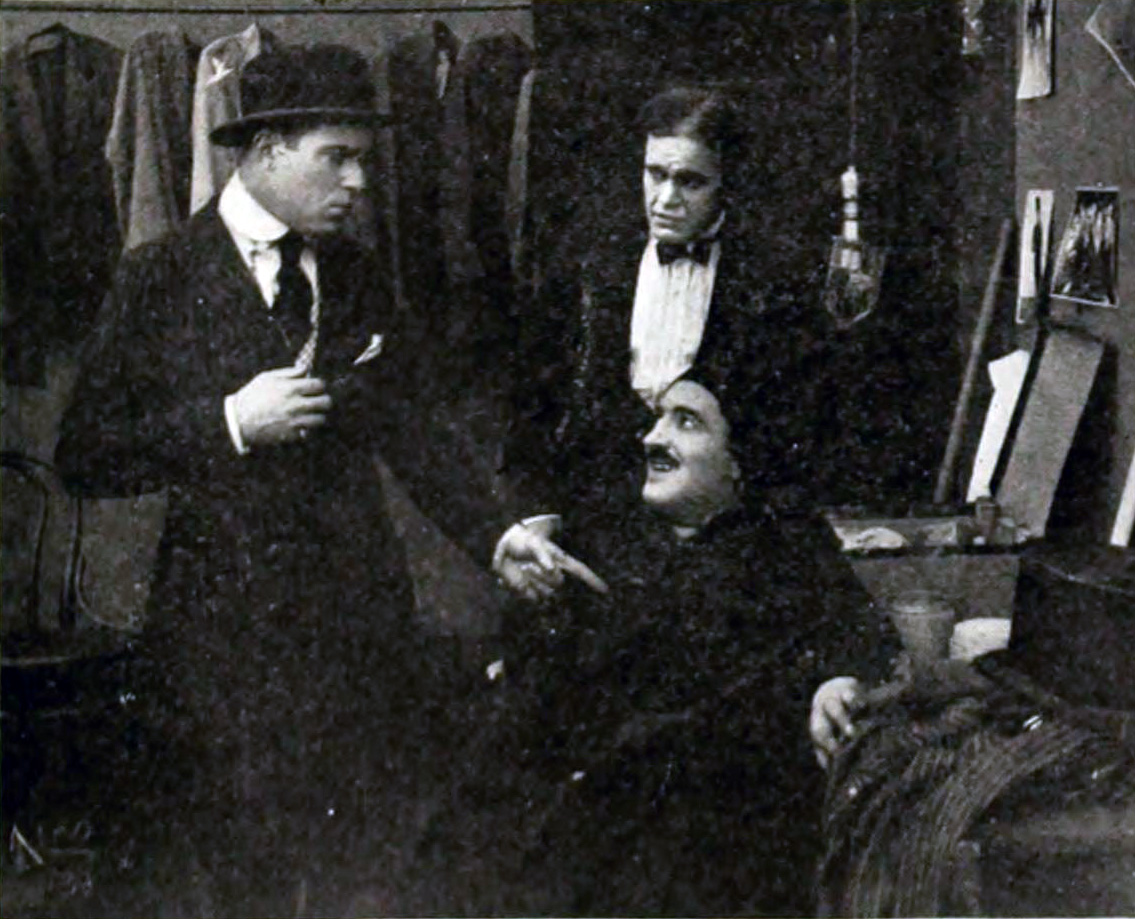

ریموند گریفیث (انگلیسی: Raymond Griffith; ۲۳ ژانویهٔ ۱۸۹۵ – ۲۵ نوامبر ۱۹۵۷) بازیگر و تهیه‌کننده اهل کشور ایالات متحده آمریکا بود. وی یکی از بزرگترین کمدین‌های فیلم‌های صامت شناخته می‌شود. وی در اواخر دوران فعالیتش، به عنوان نویسنده و تهیه‌کننده فعالیت می‌کرد.

## گزیده فیلمشناسی
از فیلم‌ها یا برنامه‌های تلویزیونی که وی در آن نقش داشته‌است می‌توان به آثار زیر اشاره کرد.
- پائین مزرعه (۱۹۲۰)
- عشق، شرافت و سلوک (۱۹۲۰)
- چهارراه‌های نیویورک (۱۹۲۲)
- ببر سفید (۱۹۲۳)
- جان‌فروشی (۱۹۲۳)
- در جبهه غرب خبری نیست (۱۹۳۰)